# Avan (district)
Avan (Armeens: Ավան վարչական շրջան, Avan varčakan šrĵan) is een van de 12 administratieve districten van de Armeense hoofdstad Jerevan.

## Ligging
Avan ligt in een heuvelachtig gebied in het noorden van Jerevan en grenst aan de districten Arabkir en Kanaker-Zeytun in het oosten en Nor-Nork in het zuiden. In het noorden grenst het district aan de provincie Kotajk. Het district ligt op een hoogte tussen 1250 en 1300 meter, wat ongeveer 250 meter hoger is dan het stadscentrum. Het district is onofficieel onderverdeeld in een aantal wijken zoals Avan-Arinj en Aghi Hank.

## Fotogalerij

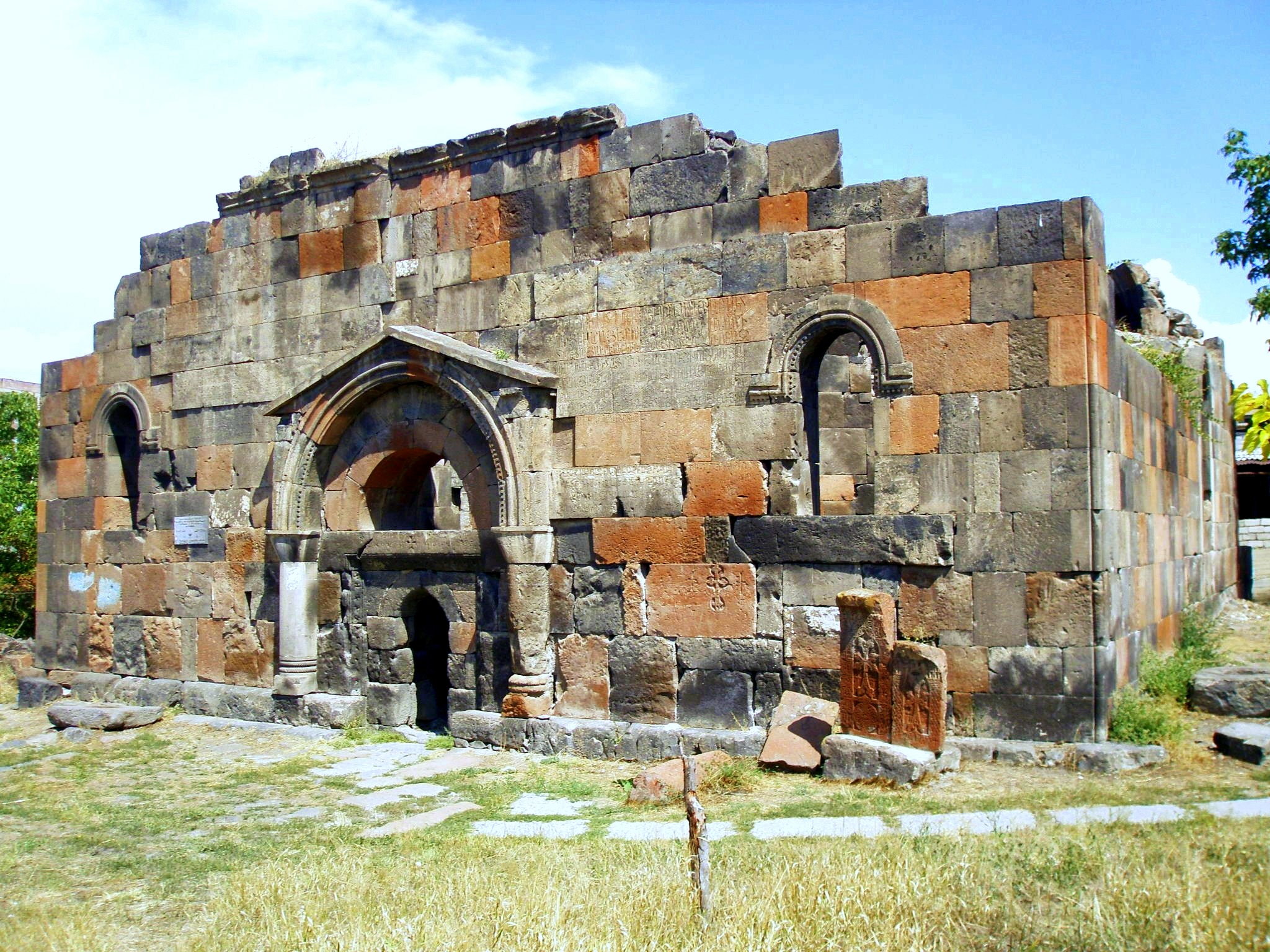
Heilige Moeder van God Katoghikekerk
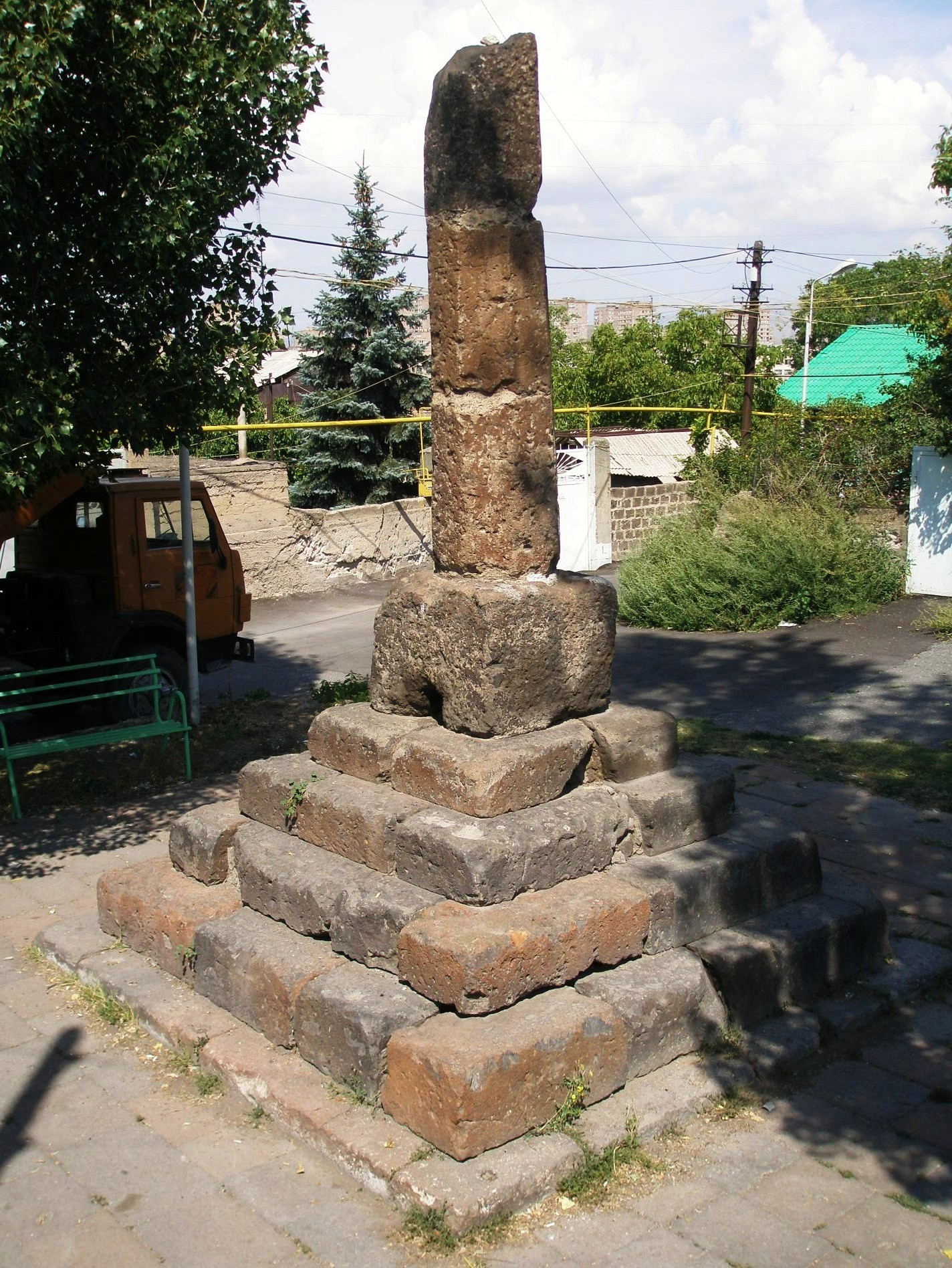
Trappenhuis en gebroken pilaar, 5e-6e eeuw
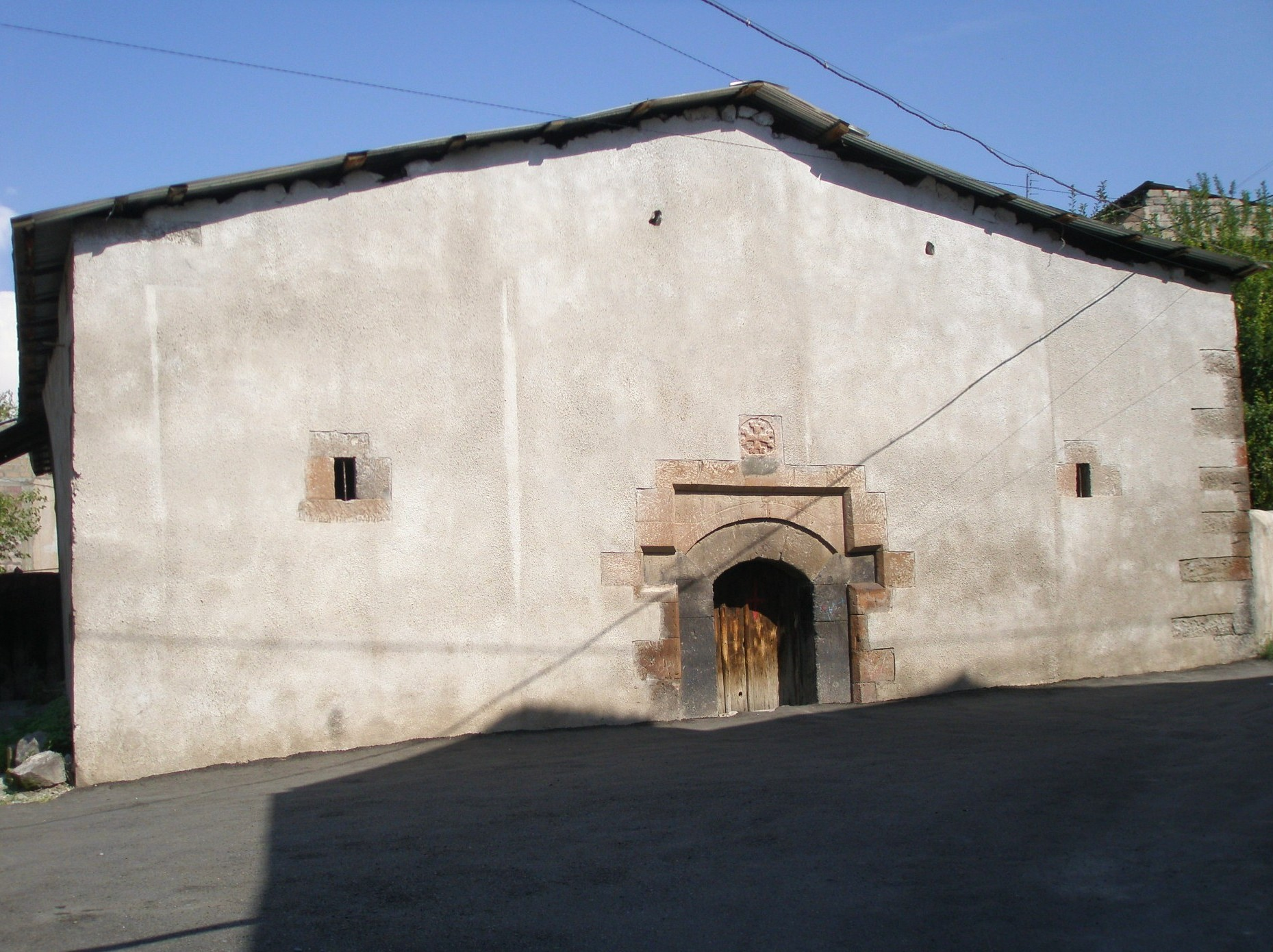
Holy Parochiale Heilige Moeder van Godkerk van Avan (9e eeuw)
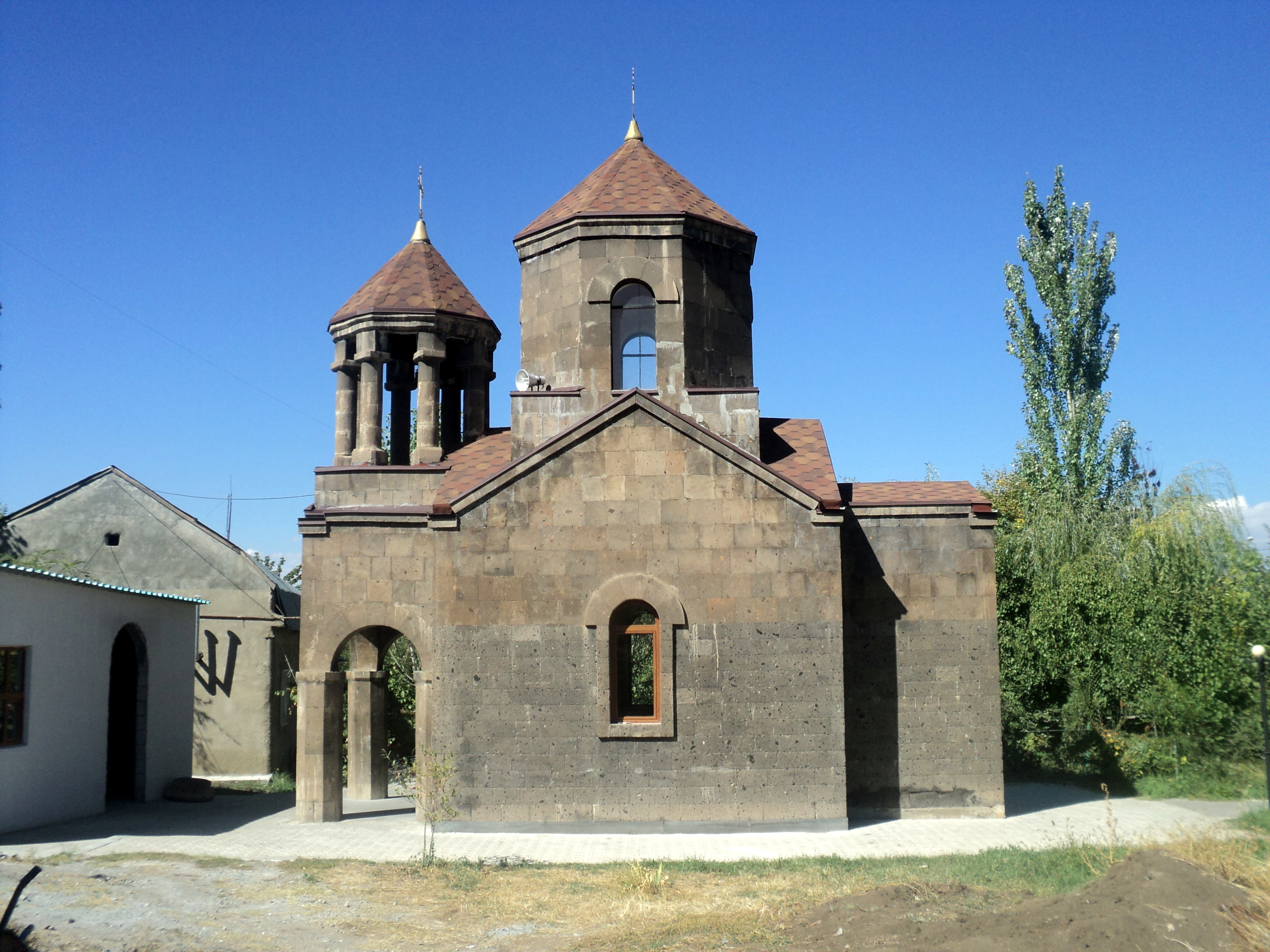
Heilige Moeder van Godkapel van Avan (2002)

Ajapnyak ·
Arabkir ·
Avan ·
Davtashen ·
Ereboeni ·
Kanaker-Zeytun ·
Kentron ·
Malatia-Sebastia ·
Nor-Nork ·
Nork-Marash ·
Nubarashen ·
Shengavit